# Eriosema terniflorum
Eriosema terniflorum är en ärtväxtart som beskrevs av Baker f. Eriosema terniflorum ingår i släktet Eriosema och familjen ärtväxter. Inga underarter finns listade i Catalogue of Life.